# Bryhnia novae-angliae
Bryhnia novae-angliae är en bladmossart som beskrevs av Abel Joel Grout 1898. Bryhnia novae-angliae ingår i släktet Bryhnia och familjen Brachytheciaceae. Inga underarter finns listade i Catalogue of Life.